# Ssss
Ssss é o primeiro álbum de estúdio da dupla inglesa de música eletrônica VCMG. Foi lançado em 12 de março de 2012 pela Mute Records.

## Lista de músicas
Todas as faixas escritas e compostas por Martin L. Gore e Vince Clarke. 
| N.º            | Título            | Duração |  |
| 1.             | "Lowly"           | 5:27    |  |
| 2.             | "Zaat"            | 6:28    |  |
| 3.             | "Spock"           | 5:40    |  |
| 4.             | "Windup Robot"    | 5:25    |  |
| 5.             | "Bendy Bass"      | 6:04    |  |
| 6.             | "Single Blip"     | 5:47    |  |
| 7.             | "Skip This Track" | 5:40    |  |
| 8.             | "Aftermaths"      | 6:21    |  |
| 9.             | "Recycle"         | 6:37    |  |
| 10.            | "Flux"            | 5:17    |  |
| Duração total: | Duração total:    | 58:50   |  |

## Equipe
Créditos adaptados das notas principais do livreto da Ssss.
- Martin L. Gore - programação, produção
- Vince Clarke - programação, produção
- Sie Medway-Smith - gravação, engenharia
- Timothy "Q" Wiles - mistura
- Stefan Betkbat - masterização
- Jan L. Trigg - ilustrações
- Paula A. Taylor - design
- Travis Shinn e David Wade - fotografia de estúdio

## Estatísticas
| Chart (2012)                              | Posição de pico |
| ----------------------------------------- | --------------- |
| Áustrian Albums (Ö3 Austria)              | 47              |
| Belgiam Albums (Ultratop Wallonia)        | 64              |
| French Albums (SNEP)                      | 159             |
| German Albums (Offizielle Top 100)        | 21              |
| Swiss Albums (Schweizer Hitparade)        | 48              |
| UK Albums (OCC)                           | 81              |
| UK Dance Albums (OCC)                     | 11              |
| US Heatseekers Albums (Billboard)         | 13              |
| US Top Dance/Eletronic Albums (Billboard) | 10              |